# Maison du Présidial (Sarlat-la-Canéda)
La maison du Présidial est un ancien tribunal de justice créé au XVIIe siècle à Sarlat, en France. Elle est située au 6 de la rue Landry.

## Historique
Le présidial, fondé par Henri II, est l'ancien siège de la justice royale à Sarlat. Sa première existence est éphémère. Rétabli en 1641, en rivalité avec le présidial de Périgueux, il est utilisé comme tribunal jusqu'en 1789. Il emploie :
- un premier président ;
- un lieutenant général ;
- un lieutenant particulier ;
- un lieutenant assesseur civil et criminel ;
- neuf conseillers ;
- un procureur ;
- deux avocats royaux ;
- un lieutenant de maréchaussée ;
- un commissaire général aux saisies réelles[1].

De 1800 à 1841, il est le siège de la sous-préfecture de Sarlat. Il est ensuite vendu à des particuliers. Ses façades et toitures font l’objet d’une inscription au titre des monuments historiques depuis le 24 février 1944.
Résidence privée jusqu'au début des années 1990 (de 1850 jusqu'aux années 1930, il fut propriété des familles Landry et Prévôt-Leygonie puis, jusqu'à la Libération, du professeur et historien périgourdin Jean Maubourguet, qui fut aussi secrétaire fédéral du Parti populaire français (PPF) de Dordogne d'avril 1942 à janvier 1944). Il est actuellement occupé par un restaurant.

## Architecture

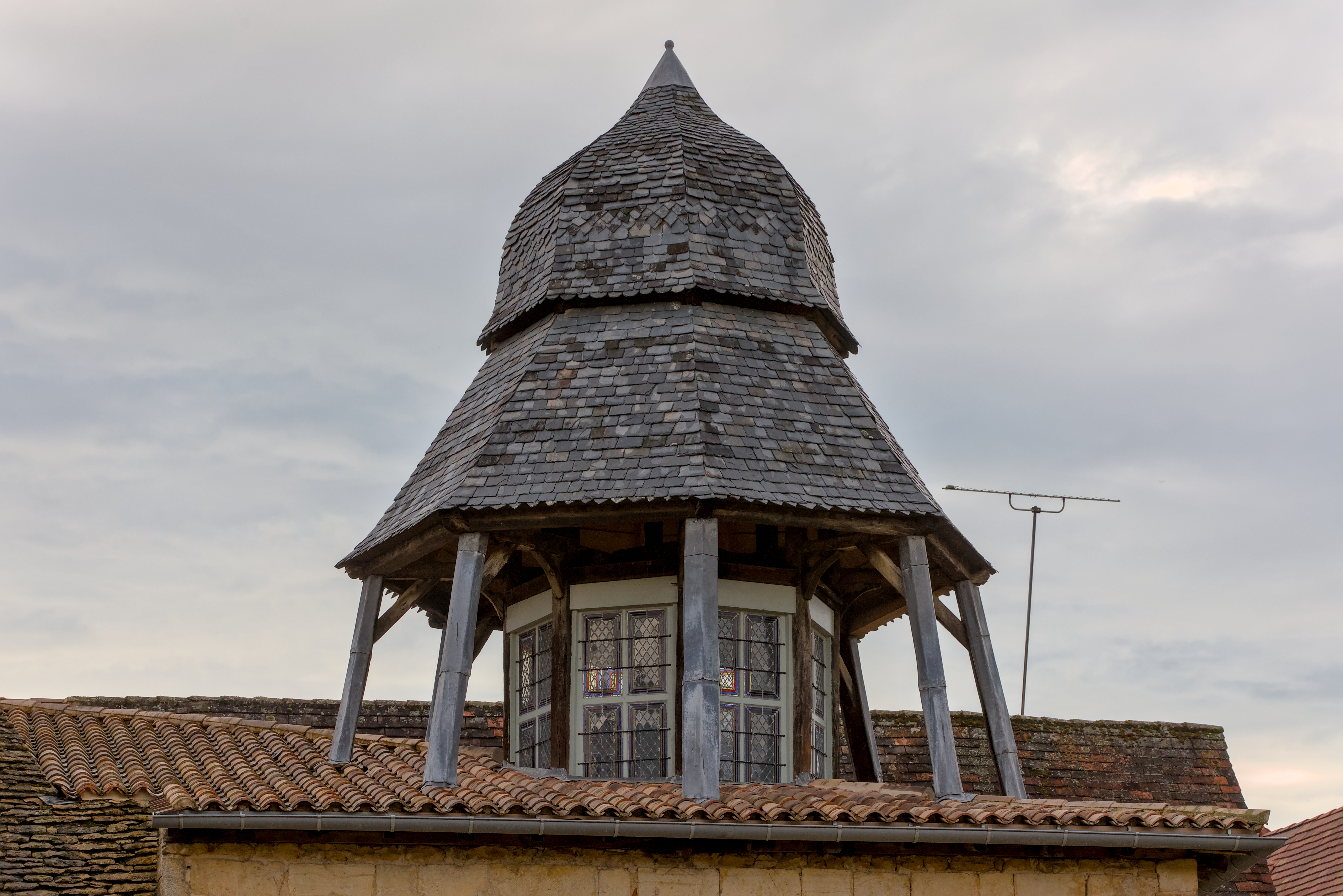
Le lanterneau octogonal.

Son architecture est remarquable par son lanterneau octogonal et par un magnifique escalier de fer forgé.